# Haus Burgund Mainz

Wappen der Region Burgund-Franche-Comté

Das Haus Burgund (französisch Maison de Bourgogne-Franche-Comté) in Mainz ist eine Einrichtung des Regionalrats der Region Bourgogne-Franche-Comté (französisch Conseil régional de Bourgogne-Franche-Comté) in der Landeshauptstadt von Rheinland-Pfalz Mainz.

## Historie
Die Einrichtung im Bleichenviertel der Mainzer Altstadt besteht seit dem Jahr 1994 und resultiert aus der im Jahre 1962 vereinbarten interregionalen Partnerschaft zwischen Rheinland-Pfalz und Burgund, der ersten deutsch-französischen Partnerschaft zwischen einem deutschen Land und einer französischen Region. Es findet sein Pendant im Haus Rheinland-Pfalz (französisch Maison de Rhenanie-Palatinat) in Dijon.
2016 ist das Haus in größere Räume an der Großen Bleiche nahe des Neubrunnenplatzes umgezogen. 

## Aufgaben

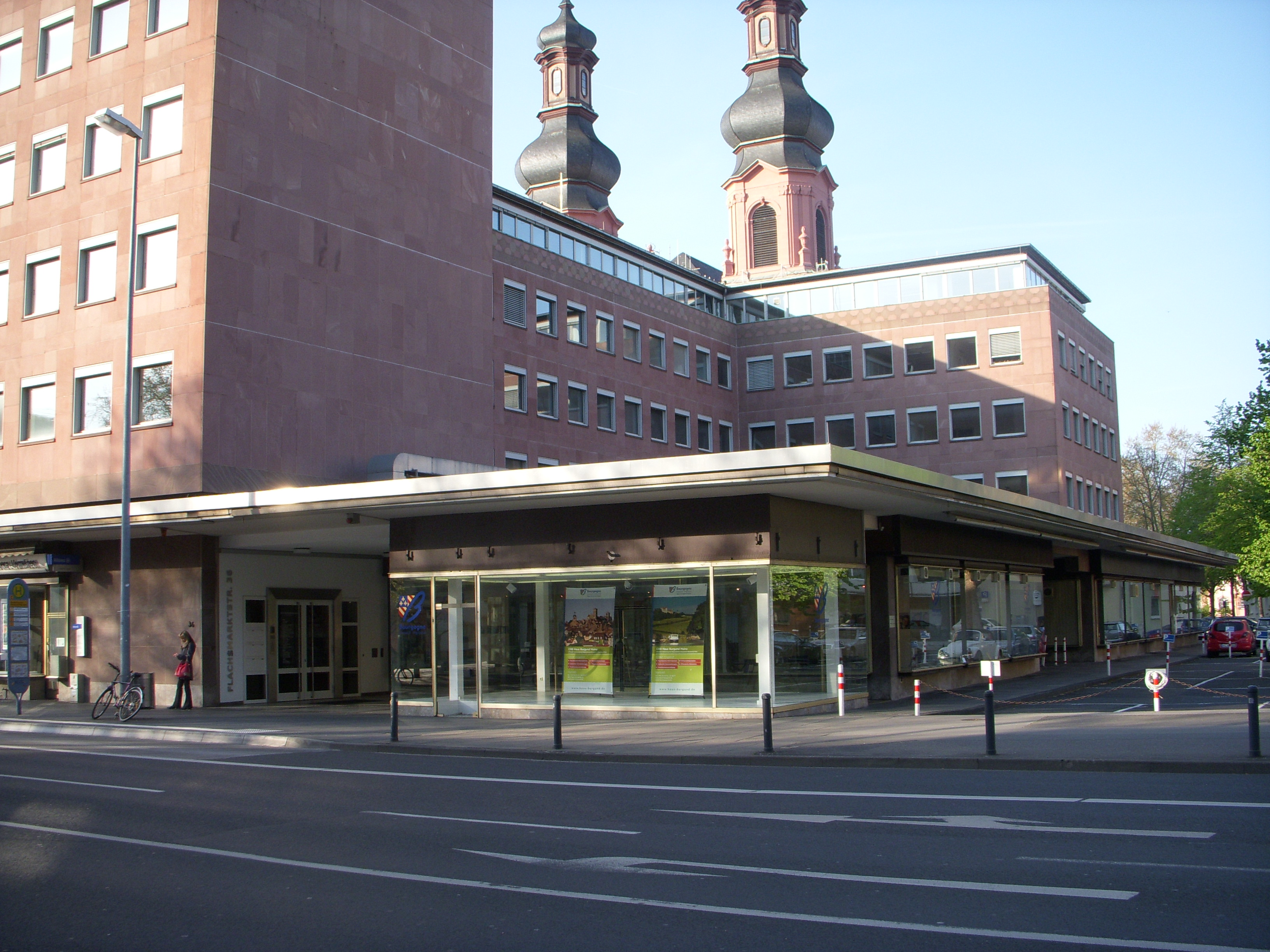
Ehemaliger Sitz des Haus Burgund

Das Haus Burgund betätigt sich als Mittler zwischen politischen Entscheidungsträgern in Rheinland-Pfalz und Burgund. Als deutsches Kulturzentrum beantwortet es touristische Anfragen aus ganz Deutschland und hält engen Kontakt zum Institut français Mainz, welches im Jahr 2011 sein 60-jähriges Bestehen im Schönborner Hof (Mainz) feiert. Das Haus Burgund arbeitet speziell als burgundisches Kulturzentrum und organisiert unter anderem Autorenlesungen, Kunstausstellungen sowie zweimal jährlich die Burgundertage mit dem „Burgundermarkt“ zur Erschließung neuer Absatzmärkte für burgundische Familienunternehmen im Bereich Lebensmittel und Wein. Es verfügt seit Mai 2007 über eine Bibliothek. Für größere Unternehmen stellt das Haus Burgund Rahmen der Wirtschaftsförderung Kontakte zwischen den Unternehmen und der Regionalagentur Agence économique régionale Bourgogne-Franche-Comté her. Eine Mittlerdienstleistung ist das Praktikanten-Vermittlungsbüro das jungen Arbeitnehmern, Auszubildenden, Studierenden, Schülern und Berufstätigen ermöglicht berufliche Erfahrungen in der jeweiligen Partnerregion zu sammeln, sofern ausreichende Sprachkenntnisse vorhanden sind. Jugendliche im Alter von 16 bis 27 Jahren wird als Bildungs- und Orientierungsmöglichkeit die Teilnahme am Freiwilligen Ökologischen Jahr angeboten. Seit 2004 ist das Haus Burgund ebenfalls DFJW-Infopunkt.
Auf der Basis der 1991 geschlossenen Vereinbarung wird das Haus Burgund finanziell vom Regionalrat Burgund-Franche-Comté getragen und vom Landtag Rheinland-Pfalz unterstützt.